# سیارک ۵۱۸۴
سیارک ۵۱۸۴ (به انگلیسی: 5184 Cavaille-Coll، نامگذاری:1990QY7) پنج هزار و صد و هشتاد و چهارمین سیارک کشف شده‌است که در ۱۶ اوت ۱۹۹۰ کشف شد.
قدر مطلق سیارک برابر ۱۳٫۷۰ است.